# Sleep (album)
Sleep è un concept album di otto ore e mezza del compositore tedesco-britannico Max Richter basato sulla neuroscienza del sonno. 
È stato pubblicato il 4 settembre 2015, insieme ad una versione di un'ora con variazioni, From Sleep, successivamente remixata come Sleep Remixes.

## Progetto
Sleep è stato scritto da Richter e dalla sua compagna, l'artista visiva Yulia Mahr . Il progetto è stato ideato per avere come durata l'intero ciclo di un riposo notturno. Durante la sua realizzazione, Richter si è avvalso della collaborazione del neuroscienziato americano David Eagleman per apprendere cosa accade nel cervello durante il sonno.
Nelle note dell'album Richter descrive Sleep come una ninna nanna di otto ore pensata per essere ascoltata di notte. È composto per pianoforte, violoncello, due viole, due violini, organo, voce soprano, sintetizzatori ed elettronica. Il pezzo è suddiviso in 31 sezioni a tempo lento che vanno da meno di tre minuti a oltre trenta, con una durata media di poco più di quindici minuti. Le sezioni sono variazioni di cinque temi.
L'uscita di Sleep è stata accompagnata da un album di un'ora, From Sleep, con sette tracce aggiuntive, non presenti nella versione di otto ore, registrate durante le stesse sessioni.
From Sleep è stato promosso da tre video musicali: "Dream 13 (Minus Even)",  "Path 5 (Delta)"  e "Dream 3 (In the Midst of My Life)."  Inoltre, le versioni remixate dei tre brani realizzate da Mogwai, Clark, Digitonal, Jürgen Müller, Kaitlyn Aurelia e Marconi Union sono state incluse nel successivo EP remix Sleep Remixes, pubblicato in digitale il 19 febbraio 2016.
Nuove sequenze e selezioni di Sleep fanno parte di un'app mobile gratuita per la musica del sonno e il timer di meditazione per iOS, introdotta per aiutare gli utenti a dormire, meditare e concentrarsi.
Nell'aprile 2020 esce il documentario Max Richter's Sleep. Diretto da Natalie Johns, il film segue le performance di Richter e Mahr durante il tour dell'album, incluso un concerto all'aperto a Los Angeles, e include filmati delle performance da Berlino, Sydney e Parigi, oltre a filmati dietro le quinte.
Nel marzo 2023 è stato pubblicato Sleep: Tranquility Base EP, con nuove versioni dei temi di Sleep. Il suo nome deriva dalla Base della Tranquillità sulla Luna. 

## Concerti
Sleep è stato eseguito nella sua interezza da mezzanotte alle 8:00 presso la Wellcome Collection nel 2015 come culmine del fine settimana "Scienza e musica" di BBC Radio 3.  I membri del pubblico guardavano dai letti invece che dalle sedie. La performance ha stabilito il record per la trasmissione più lunga e la trasmissione dal vivo più lunga di un singolo brano musicale.  L'album è stato eseguito anche alla Philharmonie de Paris nel 2017,  e all'aperto al Grand Park, Los Angeles nel 2018. Gli spettacoli di Los Angeles avevano 560 posti letto e erano cronometrati in modo che il movimento finale, "Dream 0 (till break of day)" si svolgesse all'alba.   
Il documentario Max Richter's Sleep, diretto da Natalie Johns, è uscito nell'aprile 2020 e si concentra sulle performance di Richter e Mahr di Sleep a Los Angeles, Berlino, Sydney e Parigi. 

## Tracce

### Sleep
1. Dream 1 (before the wind blows it all away) – 18:31
2. Cumulonimbus – 10:09
3. Dream 2 (entropy) – 10:02
4. Path (7676) – 11:00
5. whose name is written on water – 11:15
6. Patterns (cypher) – 2:47
7. Solo – 6:53
8. Aria 1 – 11:06
9. Return 2 (song) – 16:46
10. nor earth, nor boundless sea – 19:17
11. Dream 11 (whisper music) – 18:54
12. moth-like stars – 28:53
13. Path 17 (before the ending of daylight) – 26:52
14. Space 26 (epicardium) – 6:56
15. Patterns (lux) – 16:43
16. Constellation 1 – 6:56
17. Constellation 2 – 15:20
18. Space 2 (slow waves) – 7:42
19. Chorale/glow – 25:29
20. Dream 19 (pulse) – 18:53
21. Cassiopeia – 19:36
22. Non-eternal – 23:50
23. Song/echo – 4:59
24. Aria 2 – 11:02
25. never fade into nothingness – 9:41
26. Return 16 (time capsule) – 24:25
27. if you came this way – 14:29
28. Space 17 (chains) – 17:59
29. Sublunar – 25:22
30. Dream 17 (Alpha) – 28:47
31. Dream 0 (till break of day) – 33:47

### From Sleep
1. Dream 3 (In The Midst Of My Life) – 10:04
2. Path 5 (Delta) – 11:14
3. Space 11 (Invisible Pages Over) – 5:16
4. Dream 13 (Minus Even) – 8:53
5. Space 21 (Petrichor) – 4:48
6. Path 19 (Yet Frailest) – 7:51
7. Dream 8 (Late And Soon) – 11:53

### Rough Trade Shops Edizione speciale CD2
1. Selene – 11:39
2. Diffraction – 4:21
3. Origins (ursa major) – 16:02